# Frédéric Bintsamou
Frédéric Bintsamou (Brazzaville, 29 de agosto de 1964) também conhecido como Pastor Ntumi, é um clérigo protestante e era o líder do grupo rebelde "semi-religioso" Os Ninjas que liderou uma guerra civil no Congo-Brazzaville.

## Guerra de Pool
Entre 1998 e 2003, os ninjas do pastor Ntumi participaram da "Pool War", um conflito de baixa intensidade que prolongou aGuerra Civil na República do Congo. Eles foram acusados de vários abusos contra as populações da região.
Em abril de 2007, Bintsamou assinou um acordo de paz com o governo central em Brazzaville. Sob o acordo, Bintsamou deveria desmobilizar sua milícia em troca de um cargo de vice-ministro responsável pela paz e reparações.
Bintsamou foi finalmente instalado em seu posto oficial como Delegado Geral para a Promoção dos Valores da Paz e Reparação das Devastações de Guerra em 28 de dezembro de 2009.

## Candidatura
Como candidato do seu partido, o CNR, Bintsamou foi eleito como vereador local em Mayama, localizado no Departamento de Pool, nas eleições locais de setembro de 2014.